# باداچونی‌تومای
باداچونی‌تومای (به مجاری: Badacsonytomaj) یک منطقهٔ مسکونی در مجارستان است که در ناحیه تاپولتسا واقع شده‌است. باداچونی‌تومای ۳۲٫۷ کیلومتر مربع مساحت و ۲٬۲۷۲ نفر جمعیت دارد.